# شون لي
شون لي (بالإنجليزية: Sean Lee)‏ (و. 1986  م) هو لاعب كرة قدم أمريكية، من الولايات المتحدة، ولد في بيتسبرغ، يلعب كظهير ‏.

## التعليم
تعلم في Upper St. Clair High School ‏، وجامعة ولاية بنسلفانيا.